# 臺中市政府民政局
臺中市政府民政局（簡稱臺中市民政局）為臺中市政府的一級機關，2010年12月25日因臺中縣市合併而成立。主要管理戶政、區政、地方自治、兵役、殯葬事務及宗教寺廟、祭祀等。下轄26個戶政事務所、生命禮儀管理處、孔廟忠烈祠聯合管理所等28個附屬機關。另直接督導28個區公所（除和平區公所），服務全市625個里、13005個鄰。
每年辦理的活動有228紀念活動、績優及資深里鄰長表揚、市民聯合婚禮、未婚聯誼、民政業務聯繫座談、慰問市籍新兵及替代役、三節勞軍、春秋季國殤的祭祀及慰問傷殘官兵、祭孔大典等。

## 歷任首長
民政局長兼任臺中市選舉委員會總幹事，因而也負責兼辦臺中市的選舉業務，順利辦理完成各項中央及地方的各項選舉。
臺中市民政處處長
| 姓名   | 就職時間       | 卸任時間       |
| ------ | -------------- | -------------- |
| 張國輝 | 2001年12月20日 | 2005年12月19日 |
| 沐桂新 | 2005年12月20日 | 2009年8月2日   |
| 王秋冬 | 2009年8月3日   | 2010年12月24日 |

臺中縣民政處處長
呂英俊

臺中市政府民政局局長
| 任別 | 姓名   | 就職時間       | 卸任時間       |
| ---- | ------ | -------------- | -------------- |
| 1    | 王秋冬 | 2010年12月25日 | 2014年12月24日 |
| 2    | 蔡世寅 | 2014年12月25日 | 2017年8月1日   |
| 3    | 周永鴻 | 2017年8月1日   | 2018年6月1日   |
| 4    | 游湧志 | 2018年6月1日   | 2018年12月24日 |
| 5    | 吳世瑋 | 2018年12月25日 | 現任           |

## 組織

### 內部單位
- 區里行政科
- 地方自治科
- 宗教禮俗科
- 戶政科
- 兵員徵集科
- 勤務管理科
- 企劃科
- 秘書室
- 人事室
- 政風室
- 會計室

### 所屬機關
- 生命禮儀管理處：管理臺中市殯儀館（崇德、東海、大甲舊、大甲新、東勢）、公墓、納骨塔與樹葬區
- 孔廟忠烈祠聯合管理所：管理臺中市孔廟與臺中市忠烈祠
- 26戶政事務所

## 外部連結
- 臺中市政府民政局 （页面存档备份，存于）（繁體中文）（英文）
- 臺中市政府民政局的Facebook專頁